# 241年
| 千纪： | 1千纪                                                                                           |
| 世纪： | 2世纪 \| 3世纪 \| 4世纪                                                                         |
| 年代： | 210年代 \| 220年代 \| 230年代 \| 240年代 \| 250年代 \| 260年代 \| 270年代                       |
| 年份： | 236年 \| 237年 \| 238年 \| 239年 \| 240年 \| 241年 \| 242年 \| 243年 \| 244年 \| 245年 \| 246年 |
| 纪年： | 辛酉年（鸡年）；曹魏正始二年；蜀汉延熙四年；东吴赤烏四年                                        |

## 大事记
- 中國
  - 農曆四月，吳將全琮攻曹魏淮南地區，被魏將王淩、孫禮於芍陂擊敗。

## 各国领袖

### 亞洲
- 中國（三国）
  - 蜀漢皇帝：后主刘禅（223年－263年）
  - 曹魏皇帝：魏齐王曹芳（239年－254年）
    - 曹魏大将军、录尚书事曹爽（239年－249年）

  - 孙吴皇帝：吴大帝孙权（222年－252年）
- 拓跋部 - 拓跋力微, 鲜卑大人（219年－277年）
- 日本- 神功皇后（攝政，200年－270年）
- 泰米尔哲罗王朝 - 
  1. Yanaikat-sey Mantaran Cheral（201年－241年）
  2. Ilamcheral Irumporai（241年－257年）
- 亚美尼亚- 梯里达底二世（英语：Tiridates II of Armenia）, 亚美尼亚王（217年－252年）
- 朝鲜半岛 (朝鲜三国)
  - 百济 - 古尔王，百济王 （234年－286年）
  - 伽耶 - 居登王，伽耶君主（199年－259年）
  - 高句丽 - 东川王，高句丽王（227年－248年）
  - 新罗 - 助贲尼師今，新罗王（230年－247年）
- 伊比利亚 - 巴库一世，伊比利亚国王（234年－249年）
- 贵霜帝国 - 婆什色迦（Vashishka）, 贵霜君主（240年—250年）
- 波斯萨珊王朝 - 
  1. 阿尔达希尔一世，波斯国王（224年－241年）
  2. 沙普尔一世，波斯国王（241年－272年）
- 印度笈多王朝 - 室利笈多，笈多国王（240年－280年）

### 欧洲
- 罗马帝国 - 戈尔迪安三世（238年－244年）

### 非洲
- 库施王朝 - 不知名国王，（225年－246年）

## 出生
- 11月15日：曹髦，三國時期曹魏第四位皇帝。（260年逝世）

## 逝世
- 孫登，東吳太子。（208年出生，33岁）
- 诸葛瑾，東吳大臣、將領。（174年出生，67岁）
- 管寧，中國名士。（158年出生，82岁）
- 孫韶，東吳宗室及將領。（188年出生，53岁）